# Nagykónyi
Nagykónyi is een plaats (község) en gemeente in het Hongaarse comitaat Tolna. Nagykónyi telt 1267 inwoners (2001).